# Moriaen

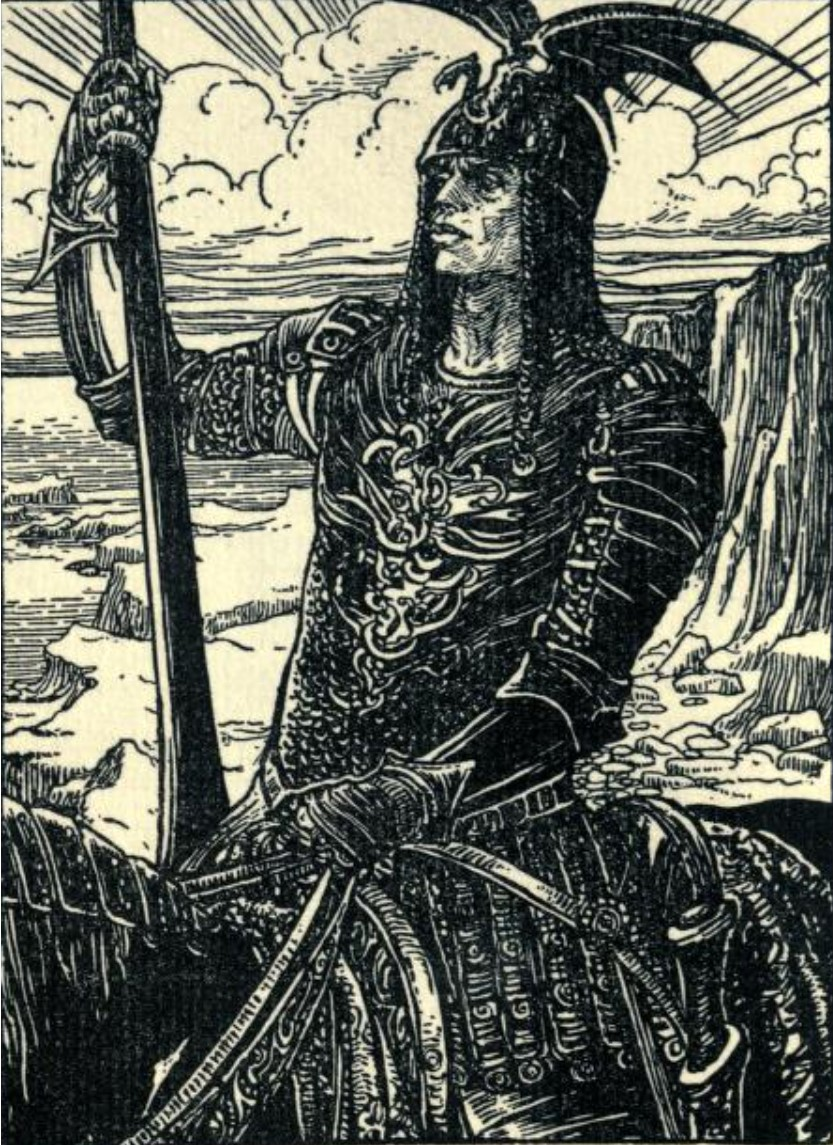
Moriaen, zoals afgebeeld in een Engelse vertaling uit 1901.

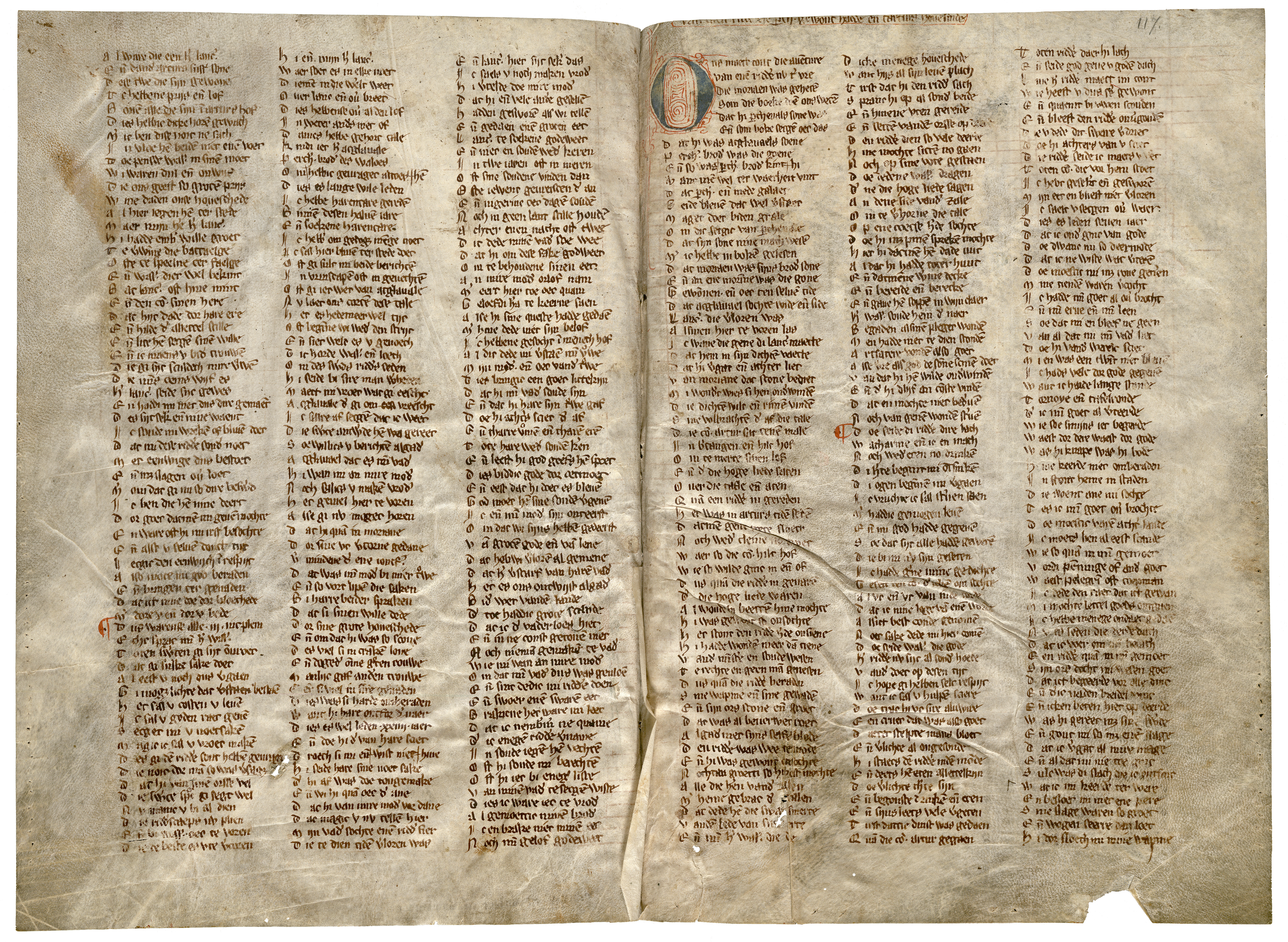
Beginpagina (rechts) van Moriaen in de Haagse Lancelotcompilatie (fol. 117r)

Moriaen is de naam van een Middelnederlandse roman, die bestaat uit meerdere verhalen over koning Arthur en de Ridders van de Ronde Tafel. De roman, geschreven rond 1275 door een onbekende auteur, draait rond de zwarte ridder Moriaen. Hij is het eerste hoofdpersonage in de westerse literatuur dat wordt voorgesteld als zwart én sympathiek.

## Auteurschap en situering
De Middelnederlandse Roman van Moriaen behoort tot het genre van de Arthurroman. Deze verhalen vertellen de avonturen van koning Arthur en de ridders van de Ronde Tafel. De Roman van Moriaen werd geschreven in de tweede helft van de 13e eeuw en wijkt hierin af van de traditionele Arthurromans dat het hoofdpersonage, de ridder Moriaen, een zwarte huidskleur heeft. De roman van de zwarte ridder werd geschreven door een anonieme auteur in Vlaanderen en meer specifiek in de huidige provincie West-Vlaanderen. Deze hypothese werd geformuleerd door Maurits Gysseling op basis van West-Vlaamse taalkenmerken in de taal en in het bijzonder in de rijmen in de tekst. Op stilistische gronden heeft Klaas Hanzen Heeroma de stelling geponeerd dat Moriaen het werk is van de auteur die ook Karel ende Elegast en Lantsloot vander Haghedochte heeft geschreven. Mike Kestemont heeft dit bevestigd door stylometrische analyse van de rijmwoordenschat.
Van het oudste bekende handschrift van Moriaen is slechts een fragment bewaard dat pas in 1952 werd ontdekt. Het fragment wordt nu bewaard in de Koninklijke Bibliotheek in Brussel (signatuur: IV 1059). Het volledige verhaal van de ridder Moriaen kennen we doordat het is overgeleverd in de Haagse Lancelotcompilatie. Deze unieke compilatie van tien Arthurromans is samengesteld in Brabant tussen circa 1320-1325 door 5 kopiisten en één compilator. Deze laatste had de taak om van de tien Arthurromans één coherent verhaal te maken, waardoor hij enkele aanpassingen moest doorvoeren. In Moriaen zijn de ingrepen van de compilator geëxpliciteerd in een proloog die hij aan de tekst heeft toegevoegd. (zie Zoektocht naar Moriaens vader). De Haagse Lancelotcompilatie is bewaard in een handschrift in de Koninklijke Bibliotheek te Den Haag (signatuur: 129 A 10). De tekst van Moriaen in de compilatie telt 4716 regels.

## Synopsis
De ridders Walewein en Lancelot, de beroemdste ridder van de Ronde Tafel, krijgen van koning Arthur de opdracht rode ridder Perchevael terug te halen naar het hof. Op hun tocht komen ze de zwarte ridder Moriaen tegen. Hij is op zoek naar zijn vader Acglavael (Perchevaels broer), die Moriaen en zijn moeder bij de geboorte achterliet om Lanceloet te zoeken. De drie beslissen om samen hun zoektocht voort te zetten. Aan een kruispunt komen ze een kluizenaar tegen. Hij vertelt de drie ridders dat hij twee ridders heeft zien passeren, maar weet niet welke kant ze zijn opgegaan. Daarom beslissen ze elk een andere weg in te gaan. Lanceloet komt terecht in een land dat geteisterd wordt door een wild beest. Walewein doodt op zijn tocht een onhoofse ridder, wiens vader Walewein vervolgens uit wraak in de val lokt. Ondertussen zoekt Moriaen nog steeds informatie over zijn vader. Zonder succes, want iedereen schrikt van zijn zwarte huidskleur. Hij besluit terug te keren naar het kruispunt en bevrijdt Walewein uit zijn hachelijke positie. De volgende dag duikt Waleweins broer Gariet op. Hij meldt dat Arthur ontvoerd werd en dat Acglavael en Perchevael bij hun oom - een kluizenaar - zijn. Gariet en Moriaen gaan ernaartoe en Moriaen wordt herenigd met zijn vader Acglavael. Deze vertelt Moriaen dat hij omwille van een onheilspellende droom zijn belofte niet heeft kunnen houden om terug te keren naar Moriane (Moriaens geboorteland). In deze droom kwam Acglavael een toren tegen met een gouden trap. Hij besloot om de treden te gaan tellen, maar ergens in het midden van de trap vervaagden deze treden, waardoor hij naar beneden viel. Een geestelijke verklaarde hem dat de droom symbool stond voor het niet kunnen heroveren van Moriane én voor de dood van zijn broer Perchevael. Daarom besloot Acglavael om samen met zijn broer te vluchten en onderdak te zoeken bij hun oom, ver weg van Moriane en Arthurs rijk. Moriaen moet afdruipen en gaat terug naar het kruispunt waar hij Lanceloet en Walewein opnieuw tegenkomt. Iedereen trekt nu ten strijde om de koning van Yrlant uit Arthurs rijk te verjagen. Ze slagen erin om de bezetters te overmeesteren en Arthur te bevrijden. Moriaen neemt hierin het voortouw. Arthur prijst hem achteraf voor zijn heldhaftigheid. Samen met Walewein en Lanceloet keert Moriaen terug naar zijn vader. Acglavael erkent Moriaen uiteindelijk als zijn zoon. Ze keren samen terug naar Moriaens geboorteland en verdrijven de bezetters, zodat Moriane wordt hersteld. Wat volgt is een bruiloftsfeest van veertien dagen tussen Acglavael en Moriaens moeder. Eindelijk heeft Moriaen zijn doel bereikt.

## Zoektocht naar Moriaens vader
Zoals uit de samenvatting blijkt, vormt een Vatersuche de basis voor de Roman van Moriaen. De zwarte ridder gaat met de hulp van koning Arthur en de ridders van de Ronde Tafel op zoek naar zijn biologische vader. In de 14de-eeuwse bewerking van Moriaen in de Haagse Lancelotcompilatie fungeert Acglavael, de broer van Perchevael, als vaderfiguur. Binnen de literatuurwetenschap heerst er echter discussie over de vraag wie in de oorspronkelijke Moriaen de vader van de titelheld was. De overgeleverde fragmenten van de originele versie zijn namelijk te kort om een volledig beeld van de inhoud te krijgen. Twee theorieën treden op de voorgrond.
Een eerste groep onderzoekers denkt dat Perchevael in de oorspronkelijke versie Moriaens vader was en dat de compilator de vaderfiguur in de 14de eeuw veranderde om de Roman van Moriaen in de graalstof in te passen. Zij baseren hun mening op de vele inconsequenties in de bewerkte Moriaen. Lanceloet en Walewein zoeken in het begin van de roman bijvoorbeeld alleen Perchevael en niet Acglavael. Als tweede argument wijzen zij op de proloog die de compilator aan Moriaen toevoegde. De compilator beschrijft daar heel uitdrukkelijk waarom hij in tegenstelling tot 'som boke' (sommige boeken) het vaderschap aan Acglavael toeschrijft: graalridder Perchevael moest zijn maagdelijkheid bewaren en kan dus onmogelijk een kind verwekt hebben.
Een andere groep daarentegen acht een vaderrol voor Perchevael in het oorspronkelijke verhaal niet goed denkbaar. Zij zijn van mening dat de auteur al bij het schrijven van Moriaen bekend geweest moet zijn met de graalstof en de maagdelijkheid van de graalridders, omdat de Oudfranse Queste del Saint Graal (1215-1235) al enige tijd circuleerde.

## Wat de Moriaen zo uniek maakt
Het unieke aan deze Arthurroman is dat de zwarte ridder Moriaen het hele verhaal draagt. Bovendien wordt hij verheven tot een ware steunpilaar van Arthurs heerschappij nadat hij de grootste rol had gespeeld in de bevrijding van koning Arthur in Ierland. Dit alles is zeer opmerkelijk als we bedenken dat zwarten in de middeleeuwen doorgaans geassocieerd werden met al het slechte in de wereld, met de duivel, de antichrist en andere monsterachtige figuren. Hierdoor gaat Moriaen de geschiedenis in als de eerste roman in de westerse literatuur met als hoofdpersonage een sympathieke zwarte.
Maar hoe kunnen we verklaren dat een middeleeuws auteur koos voor een zwart hoofdpersonage? Moriaen werd geschreven toen de eerste zwarten in Europa verschenen. Zo werden onder keizer Frederik II zwarten gebruikt als kermiswonder bij de heropvoering van Romeinse triomftochten. Bovendien propageerde diezelfde Frederik II sterk de cultus van de heilige Mauritius, een zwarte Romeinse martelaar. Het beeld dat de Europeanen hadden van de Afrikaanse mens verschoof dus stilaan van het pikzwarte duivelse beeld naar een beeld dat berustte op hun eigen waarnemingen.

## Intertekstuele relaties
Ondanks zijn originele kern, een zwarte ridder in de hoofdrol, bevat Moriaen een heleboel intertekstuele relaties met andere middeleeuwse verhalen. De auteur ontleent duidelijk aan Ferguut en de Roman van Walewein. De onhoofse ridder, die een jonkvrouw mishandelde en door Walewein wordt gedood, is ontleend aan het verhaal waarin de bruut Rode Ridder wordt genoemd. Alleen wordt díe Rode Ridder plechtig door Walewein begraven en bevrijdt hij als geestverschijning Walewein later uit een gevangenis. Ook in de Ridder metter mouwen uit de Lancelotcompilatie komt een Rode Ridder voor die een jonkvrouw mishandelt, maar die wordt door Miraudijs verslagen. Ook is er onmiskenbaar invloed van de Lancelot en prose en van de Middelnederlandse vertaling van Chrétien de Troyes' Conte du Graal. De Lancelotepisode in Moriaen is gebaseerd op de Middelnederlandse vertaling van Thomas’ Tristan en op Lanceloet en het hert met de witte voet.
Omwille van deze intertekstualiteit werd de roman vaak onterecht omschreven als knip- en plakwerk van motieven die typisch zijn voor de middeleeuwse ridderroman. Willem Jonckbloet noemt Moriaen in de eerste Middelnederlandse literatuurgeschiedenis (1855) bijvoorbeeld een ‘samenlijmen zonder enige leidende gedachte’. Maar onderzoek leerde dat het middeleeuwse publiek juist genoegen schepte in het intertekstuele spel. Een nieuwe compositie van bekende verhaalelementen maakte het verhaal herkenbaar en verrassend tegelijkertijd.
Moriaen mag dan wel de eerste middeleeuwse roman zijn waarin een pikzwarte ridder als hoofdpersonage opgevoerd wordt, er circuleerden in de dertiende eeuw nog andere verhalen met zwarte figuren. De ridder Moriaen vertoont erg opvallende gelijkenissen met Feirefiz, een zwart personage uit Wolfram von Eschenbachs Parzival (1210). Hij is daarin de halfbroer van Parzival (Perchevael). Feirefiz is net als Moriaen de zoon van een Moorse vrouw, koningin Belacane van Zazamanc, en een blanke ridder, Gahmuret van Anschouwe, Parzivals vader, en hij onderneemt eveneens een vaderqueeste. Belangrijke verschilpunten tussen beide figuren zijn echter dat Feirefiz zwart met wit getint is en slechts als bijfiguur dienstdoet. De zoon van Feirefiz en graaldraagster Repanse de Schoye is Priester Johan. Feirefiz komt uit Tribalibot (India) om zijn vader Gahmuret te zoeken en ontmoet in Frankrijk zijn halfbroer Parzival. Samen reizen ze naar de graalburcht Munsalvaesche.

## Handschriften
- Brussel, Koninklijke Bibliotheek, IV 1059 (twee fragmenten: een blad en een strookje)
- Den Haag, Koninklijke Bibliotheek, 129 A 10 (Lancelotcompilatie)

## Uitgaven en vertalingen
- Ingrid Biesheuvel, De ridders van de Ronde Tafel. Arturverhalen uit de Lage Landen. Amsterdam: Athenaeum – Polak & Van Gennep, 2012, p. 295-370 (Nederlandse vertaling)
- Baukje Finet-Van der Schaaf, Le Roman de Moriaen. Grenôble, 2009. DOI:10.4000/books.ugaeditions.19790 (uitgave en Franse vertaling)
- Ludo Jongen (ed.), Walewein, de neef van koning Arthur. Twee oorspronkelijke Nederlandse Arthurromans met Walewein in de hoofdrol. De neef van koning Arthur op de bres voor recht en orde. Amsterdam: Em. Querido's Uitgeverij, 1992, p. 69-139 (prozavertaling)
- Hanneke van Buuren & Maurits Gysseling (ed.), Moriaen. Zutphen, 1971 (uitgave)
- Jessie Laidlay Weston, Morien: a metrical romance, 1901 (Engelse vertaling)

## Voetnoten
1. ↑  K.H. Heeroma, Moriaen, Lantsloot en Elegast. Luisterend gelezen, 1973
2. ↑  Mike Kestemont, Het gewicht van de auteur. Een onderzoek naar stylometrische auteursherkenning in de Middelnederlandse epiek, doctoraal proefschrift, Universiteit Antwerpen, 2012

- Bibliothèque nationale de France: cb121998883 (data)
- Gemeinsame Normdatei: 4366427-1
- Library of Congress Control Number: n2010018549
- LIBRIS: 346663
- Système universitaire de documentation: 137270402
- Virtual International Authority File: 179200607